# Издолка
Издолка — небольшая река в России, протекает в Тейковском районе Ивановской области по землям Большеклочковского и Новолеушинского сельского поселений.
Река берёт начало в лесах в 1 км к северо-западу от населённого пункта Красный Остров Лежневского района. Сначала течёт на восток, у Красного Острова поворачивает на юг. Устье реки находится в 45 км по левому берегуВязьмы.
Река не судоходна. Населённых пунктов вдоль русла реки нет, на левом берегу лежит урочище Ломы.